# Кубок Судірмана 1991
Кубок Судірмана 1991 — 2-й розіграш Кубка Судірмана під егідою Міжнародної федерації бадмінтону (ІБФ). Турнір проходив у 1991 році у м. Копенгаген, Данія. У турнірі взяло участь 35 збірних, а в елітній групі змагалось 6 команд.
Володарем Кубку Судірмана стала збірна Південної Кореї, яка перемогла збірну Індонезії у фіналі із рахунком 3:2. Бронзові медалі завоювали команди Данії і Китаю.

## Підсумкова таблиця
| Поз. | Країна         |
| ---- | -------------- |
| 1    | Південна Корея |
| 2    | Індонезія      |
| 3    | Данія          |
| 3    | КНР            |
| 5    | Швеція         |
| 6    | Японія         |

| Поз. | Країна     |
| ---- | ---------- |
| 7    | Англія     |
| 8    | Нідерланди |
| 9    | Малайзія   |
| 10   | Тайвань    |

| Поз. | Країна    |
| ---- | --------- |
| 11   | Таїланд   |
| 12   | СРСР      |
| 13   | Шотландія |
| 14   | Канада    |

| Поз. | Країна        |
| ---- | ------------- |
| 15   | Австралія     |
| 16   | Німеччина     |
| 17   | Нова Зеландія |
| 18   | Гонконг       |

| Поз. | Країна    |
| ---- | --------- |
| 19   | Індія     |
| 20   | Польща    |
| 21   | Фінляндія |
| 22   | США       |

| Поз. | Країна   |
| ---- | -------- |
| 23   | Норвегія |
| 24   | Ірландія |
| 25   | Ісландія |
| 26   | Болгарія |

| Поз. | Країна         |
| ---- | -------------- |
| 27   | Чехословаччина |
| 28   | Швейцарія      |
| 29   | Франція        |
| 30   | Мексика        |

| Поз. | Країна         |
| ---- | -------------- |
| 31   | Північна Корея |
| 32   | Іспанія        |
| 33   | Маврикій       |
| 34   | Італія         |
| 35   | Мальта         |

     Перейшла до вищої групи
     Перейшла до нижчої групи

### Фінальний раунд
| Південна Корея 3 | Копенгаген, Данія          | Копенгаген, Данія                                                        | Індонезія 2 |      |      |  |
| \| \| \| \| 1 \| 2 \| 3 \| \| \| - \| \| ------------------------------------------------------------------------ \| ---- \| ---- \| ---- \| \| \| 1 \| \| Park Joo-bong / Chung Myung-hee Rudy Gunawan / Erma Sulustianingsih \| 15 3 \| 15 7 \| \| \| \| 2 \| \| Lee Kwang-jin Ardy Wiranata \| 1 15 \| 5 15 \| \| \| \| 3 \| \| Bang Soo-hyun Susi Susanti \| 11 2 \| 6 11 \| 6 11 \| \| \| 4 \| \| Hwang Hye-young / Chung Soo-young Rosiana Tendean / Erma Sulustianingsih \| 15 6 \| 15 7 \| \| \| \| 5 \| \| Park Joo-bong / Kim Moon-soo Eddy Hartono / Rudy Gunawan \| 15 3 \| 15 5 \| \| \| |                            |                                                                          |             |      |      |  |
| |                            |                                                                          | 1           | 2    | 3    |  |
| 1 | Південна Корея · Індонезія | Park Joo-bong / Chung Myung-hee Rudy Gunawan / Erma Sulustianingsih      | 15 3        | 15 7 |      |  |
| 2 | Південна Корея · Індонезія | Lee Kwang-jin Ardy Wiranata                                              | 1 15        | 5 15 |      |  |
| 3 | Південна Корея · Індонезія | Bang Soo-hyun Susi Susanti                                               | 11 2        | 6 11 | 6 11 |  |
| 4 | Південна Корея · Індонезія | Hwang Hye-young / Chung Soo-young Rosiana Tendean / Erma Sulustianingsih | 15 6        | 15 7 |      |  |
| 5 | Південна Корея · Індонезія | Park Joo-bong / Kim Moon-soo Eddy Hartono / Rudy Gunawan                 | 15 3        | 15 5 |      |  |

| Володар Кубка Судірмана 1991 |
| ---------------------------- |
| Південна Корея 1-й титул     |